# 渋谷系
渋谷系（しぶやけい、シブヤ系）、または渋谷系サウンドは、東京都の渋谷（渋谷区宇田川町界隈）を発信地として1990年代に流行した日本のポピュラー音楽（J-POP）のジャンル、ムーブメント。それに付随する1990年代中期から後期にかけて栄えたファッションスタイルも指すこともある。

## 概要
渋谷に集積する中古レコード店や外資系CDショップから勃興したポップミュージックである。渋谷系のアーティストたちは、様々なジャンルのポップスをカット・アンド・ペーストするスタイルを、キッチュ・融合・技巧に基づいて組み立てられた過去のポップミュージックに触発され取り入れていた。渋谷系は1980年代初期の日本のシティ・ポップから音楽的特徴を継承したほか、バート・バカラック、ブライアン・ウィルソン、フィル・スペクターなどのオーケストラル・ポップを築いたプロデューサーや、フレンチ・ポップス（イエイエ）の代表的な作曲家であるセルジュ・ゲンスブールなど、1960年代の文化とポップミュージックからの強い影響を取り入れていった。
アメリカではマタドール・レコードやGrand Royal Recordsなどのメジャーなインディレーベルから発売されたため、インディー・ポップファンに支持された。 小山田圭吾 （現Cornelius）と小沢健二が率いる二重奏デュオのフリッパーズ・ギターは、このジャンルの基盤を形成し、すべてのグループに影響を与えたが、最も有名な渋谷系のバンドは、主流のJ-POPとミックスを融合させたピチカート・ファイヴで、ジャズ、ソウル、ラウンジの影響もみられた。

## 語源
「渋谷系」という言葉の初出については諸説あり、明らかではないが、フリッパーズ・ギター解散後に定着したとされる。「渋谷」はスタイリッシュなレストラン、バー、建物、レコード店、書店が集中していることで知られる東京に23ある特別区の1つ 。 1980年代後半、FMラジオ局J-Waveによって、「J-pop」という用語が、渋谷系の中心的な特徴である日本の西洋風の音楽と、ユーロアメリカン音楽とを区別する方法として策定された。
1991年、HMV渋谷店がインディーズ作品を特集するリーフレットなどを置いたJ-popコーナーを開いたが、渋谷系という言葉が生まれたのはこのような特集コーナーからだったともいわれている。ピチカート・ファイヴの小西康陽の回想によれば、1991年夏頃の雑誌取材の際に、メンバーの高浪敬太郎が「ピチカート・ファイヴ、オリジナル・ラブ、フリッパーズ・ギターみたいなバンドを、今、渋谷系って言うんでしょ？」と発言したという。また、編集者の川勝正幸によると、1993年春頃に情報誌『apo』の編集者だった山崎二郎（のちに『BARFOUT!』編集発行人）がHMV渋谷店を取材した際に生まれた言葉だという。当時、渋谷はファッション、ナイトライフ、若者文化の震源地であり、 タワーレコードやHMVのようなレコードショップのクラスターがあり、輸入品やおしゃれなレコードブティックがあった。エル・レコードやコンパクト・オーガニゼーションなどの英国の独立系レコードレーベルは、さまざまな日本のインディーズディストリビューターに影響を与え、1980年代後半の日本のバブル経済により、渋谷の音楽ショップはひとつのジャンル発信源となっていく。

メディアの中に「渋谷系」という言葉が登場したのは『ROCKIN'ON JAPAN』誌1993年12月号のラヴ・タンバリンズへのインタビューが最初と言われる。当時は「渋谷モノ」と記載されていた（インタビュアーは山崎洋一郎）。1993年当時『Rockin'on』誌に在籍していた音楽評論家で、のちに独立し『snoozer』を創刊した田中宗一郎が、「宇田川町の外資系CDショップを中心とした半径数百メートルで流通する音楽」を揶揄する意図をこめて命名したとされる。そういうネガティブなニュアンスのためか、オリジナルラブの田島貴男やSpiral Lifeなどを始め、渋谷系に括られるのを激しく嫌うアーティストも多かった。その一方で「渋谷系」としてカテゴライズされる音楽がファンを増やすにつれ、本来のネガティブな意味合いは薄まり「お洒落っぽい音楽」を指す好意的なニュアンスとともに受け取られるようになった。

## 特徴
それまでの流行りであった“イカ天バンド”などの流れとは一線を画し、1980年代のニューウェーブやギターポップ、ネオアコ、ハウス、ヒップホップ、1960年代・1970年代のソウルミュージックやラウンジ・ミュージックといったジャンルを中心に、幅広いジャンルの音楽を素地として1980年代末頃に登場した都市型志向の音楽であるとされる。いとうせいこうは「渋谷レコ屋系」と分析し、「渋谷のレコード店に通い世界中の音楽を聴いたアーティストたちによって生み出された音楽」と述べており、渋谷系の共通点については、「オシャレ」、「力まない歌声」、「メインストリームとの絶妙な距離感」を挙げた。
代表的なアーティストとしては、ピチカート・ファイヴ（小西康陽・野宮真貴）、ORIGINAL LOVE（田島貴男）、フリッパーズ・ギター（小山田圭吾・小沢健二）、bridge（カジヒデキ）などが挙げられる。ミュージシャン自身は「渋谷系」への区分を喜ばないことが多かったが、多くの音楽的要素を取り込んだ彼らの音楽を表現する言葉としてよく用いられた。また彼らのCDのジャケットデザインやファッションは、1960・70年代のデザインを引用し解釈しなおした斬新なものであり、これらの音楽のファン層に強い影響を及ぼした。
音楽学者の森義隆は、この地域の人気グループが「世界中のさまざまな音楽リソースの影響を受けた、mode的にファッショナブルなハイブリッド音楽で、 ポストモダニストとして識別されるような方法で反応した」と書いている。「こうした音楽をミックス、ダビングし、最終的に新しいハイブリッドな音楽を制作。つまり、 渋谷系は消費主義の副産物でした」 とし、ジャーナリストW.デイビッド・マルクスは、ミュージシャンは自分の好みを反映した音を作ることよりも、オリジナルの音を作ることには興味がなく、音楽は「この収集プロセスから文字通り構築された」と述べ、「基本的にお気に入りの曲を再現し、メロディを少し変えるが、プロダクションのすべての部分をそのままにしておくため、ほとんどすべてがキュレーション」としている 。
具体的なものとしては、フランスのイエイエ音楽のセルジュ・ゲンスブール 、ヴァン・ダイク・パークスのオーケストラポップス 、ビーチボーイズのブライアン・ウィルソン、バート・バカラックのラウンジ・ポップス、アソシエイションなどのサンシャイン・ポップがある。

## 歴史と評価

### 誕生の背景

#### 発信源
従来、若者の街といえば新宿が挙げられたが、1969年にはフォークゲリラ追放が行われるなど性質が変わっていった。渋谷でも1970年代にも西武百貨店渋谷店のシスコ (CISCO) などレコード店は存在したが、当時最先端の音楽の発信地となっていたのは独立系の輸入・中古レコード店が密集する西新宿エリアであった。
1973年に渋谷パルコが開業して開発が本格化し、その後1980年代から1990年代にかけて、1981年にタワーレコード渋谷店、1990年にHMV渋谷がオープンし、渋谷が最先端の音楽の発信地とみなされるようになった。

当時ONE-OH-NINEに店舗のあったHMV渋谷（1998年に渋谷センター街へ移転、2010年8月閉店）の果たした役割は大きく、同店邦楽コーナーがプッシュしたミュージシャン群が渋谷系の源流と言われる。HMV渋谷店では1991年頃から売り上げチャートに従来の歌謡曲チャートとは異なる動きがみられるようになり、来店客の服装やセンスに大きな違いのある客層であったことから商品棚を分け「SHIBUYA RECOMMENDATION」というコーナーを設けた。
また渋谷パルコクアトロにできたライブハウス「CLUB QUATTRO」はオルタナティブ・ロックなどのグループが来日した際のライブ会場となり、TOKYO FMの渋谷スペイン坂スタジオへの出演も一つのステータスとなっていた。

#### 多様な音楽の消費
1980年代に渋谷に出店したセゾングループのCDショップWAVEや、タワーレコードを始めとする外国資本企業のCDショップでは、当時日本盤では発売されていないような南米や古いヨーロッパの音源を扱うようになり、様々なマイナーな音楽が受け入れられるようになってきていた。1980年代後半以降のCDの普及に伴い、流行曲だけでなく古いポップスや様々なジャンルの音楽が一斉にCD化されレコード店内に同時に並ぶという、都市部の音楽好きの青少年にとって非常に恵まれた環境が出現した。CDにならない古い音楽や日本で発売されないCDも、中古レコード店や外資系大型店でなら手に入れることができたため、従来からの邦楽や洋楽の流れに満足できない音楽マニアはこれらの店に通い音楽の知識を深めていった。
諸外国で勃興しつつあるジャンルの音楽やインディーズ音楽のほか、バート・バカラックやナイアガラ系音楽など少し前の年代のポップスもこうした状況下で見直され、新旧の別なく同時に受け入れられた。これら音楽マニアの中から渋谷系とよばれるミュージシャンが生まれ、新旧雑多な音楽を同時に引用した曲を作り出すこととなったのである。

#### 前の世代のポップマニアへのリスペクト
バート・バカラックやナイアガラ系（大瀧詠一・山下達郎など）の影響を大きく受けた音楽の1つであり、山下達郎と田島貴男が共に大きな影響を受けた音楽家としてカーティス・メイフィールドの名前を挙げるなど、両者の音楽的な源流が共通する。一例としてかつてシュガー・ベイブがカバーした大瀧詠一の「指きり」という曲を、わざわざ田島在籍時代のピチカート・ファイヴがカバーしており、そのような点を考慮しても、音楽的に渋谷系に対するナイアガラの強い影響があることはみてとれる。
また、小山田圭吾やピチカート・ファイヴの楽曲にはロジャー・ニコルズ＆ザ・スモール・サークル・オブ・フレンズの楽曲（とりわけ"Don't take your time"や"Love so fine"など）に対するオマージュといえるような作品が複数存在し、彼らの音楽性を方向付けた要素の一つとして数えられる。
現に、山下は萩原健太による『音楽と人』誌のインタビューにおいて自身を「かつては元祖夏男、今は元祖渋谷系」と自嘲的に語っている。
フリッパーズギターは、現在はコーネリアスとしても知られる小山田圭吾と小沢健二が率いるデュオで、渋谷系の基盤を形成し、すべてのグループに影響を与えた。しかしこの用語は、現象後まで造語されず、その正確な定義は1993年までなされていなかった。これらのアーティストの多くはキッチュ、フュージョン、およびアーティフィスなど以前のジャンルに触発されたカットアンドペーストスタイルに夢中になっていく 。欧米では遠くチェンバー・ポップの発展とカクテルミュージックへの新たな関心として並行してとらえる。レイノルズによると「本当に国際的だったのは、 根底にある感性でした。...ヒップスターとして知られています。」。最終的に、渋谷系グループの音楽とその派生物は、日本のほぼすべてのカフェやブティックで聞くことができた。レイノルズは、これを「高度な消費主義と創造としてのキュレーションのモデル」という問題として言及している。音楽は、表現力のある緊急性ではなく難解な知識を反映すると、その価値は容易に無効になっていった。小山田がソロになった後、彼は渋谷系の最大の成功者の一人になる。彼のデビュー作「THE SUN IS MY ENEMY 太陽は僕の敵」は日本のシングルチャートで第15位に過ぎなかったが、作家のイアン・マーティンはそれを渋谷系を定義するのに貢献した「キートラック」と呼んでいる。1997年の彼のアルバムFantasmaは、このジャンルの最大の成果の1つと考えられている。小山田はアメリカの音楽評論家から称賛を浴び、彼は「現代のブライアン・ウィルソン」または「ジャパニーズ・ベック」と呼んだ。マルクスはこのアルバムを「バッハ 、バカラック、ビーチボーイズが大勝利を収めた音楽史の重要な教科書」と評した。

### 波及
同時期に欧米などでもマニアックなレコード店やクラブを中心にこうした多様な音楽を消費する環境が生まれていたため、渋谷系的な音楽シーンは1990年代前半に各国で相次いで登場した。モーマスやステレオラブ、セイント・エティエンヌ、ディミトリ・フロム・パリ、ジャミロクワイ、カーディガンズなどのアーティストは、日本では渋谷系と共通するリスナーから支持され、逆に渋谷系アーティストも欧米のインディーズ・シーンに盛んに紹介された。1990年代半ば以降、渋谷系音楽はアニメ、漫画、ゲームなど日本のポップカルチャーのブームの中、海外の青少年に局地的に受け入れられた。
日本国内では1990年代前半に大都市圏を中心に渋谷系を受容する層（主に洋楽やインディーズ音楽を支持し、ビーイング系などのメインストリームに反発する層）が広がり、1990年代半ば、団塊ジュニア世代の先鋭的な層を攻略するマーケティング上のキーワードとして、メジャーレーベルや各種企業の間に一種の「渋谷系」ブームが発生した。ブーム終焉後、現在は正統派ロックバンドとしての地位を確立しているMr.Children、スピッツ、ウルフルズなども当初は渋谷系として分類されることも多かった。1990年代のバンドは「○○系」（イカ天系、ビーイング系、ヴィジュアル系）などと分類されて呼ばれることが多かったため、彼らにもこのような呼称が必要であった。また秋元康らも「渋谷系」的なバンドをいくつかプロデュースしている。
最も有名な渋谷系のバンドはピチカート・ファイヴで、主流のJ-popとジャズ、ソウル、ラウンジの影響を融合させ、1994年の『Made in USA』で商業的なピークに達した。1990年代の終わりにスタイルの人気が高まるにつれて、この用語は音楽スタイルがより主流の感性を反映した多くのバンドに適用され始めた。一部のアーティストは「渋谷系」に分類されることを拒否または抵抗したが、渋谷系のレコードを日本の伝統的な音楽セクションで販売した渋谷センター街のHMV渋谷など、地元ビジネスに好まれたため、名前は最終的には定着した。英国のモマス 、フランスのパリのディミトリ 、米国のアーティストのナチュラル・カラミティやフォフォなど、日本以外のミュージシャンも徐々に渋谷系と呼ばれていく。

### ブームの終焉
佐々木敦は渋谷系のピークは1994年頃で、1995年以降は小室系の時代が始まるとしている。1990年代後半ごろにはいわゆる渋谷系に属するアーティストは解散するものも現れ、もともと音楽性に共通性の薄かった渋谷系シーンは拡散・消滅していった。しかしその影響はメジャー・インディーズ問わず多くのミュージシャンに残り、ポピュラー音楽の構成要素の一部になっている。2000年代の裏原宿系やその他のファッション、およびデザイン業界にも、渋谷系的なデザインが強い影響を残している。
アキバ系文化にも影響を与え、両者の融合形態はアキシブ系と呼ばれることがある。
田中宗一郎は2006年のフリッパーズの再発の際に、「本当にありえないクオリティだ。この非凡さに準ずる才能が今の日本に存在するかと言ったら、完全にノーだろう」と最大限の称賛をおくっている。
渋谷の街自体もセゾン文化の衰退とともに変質していった。モーマスによると、渋谷系はきゃりーぱみゅぱみゅなど多くのミュージシャンに影響を与え続けているが、このジャンルは2015年の時点で「死んだ」ままであり、サブカルチャーは地域自体と関係があると説明している。そして「今日の渋谷は、残念ながら渋谷ヒカリエセンターによって要約された、誇張された商店街である」と語る。
2010年代になると、渋谷にある國學院大学の学生への調査でも、渋谷への印象は良いものではない。宇野常寛は、「日本のポップカルチャーはこの20年（2018年当時）ウェブからしか出てきていない。もう街から文化を発信する力はだいぶ弱まっていて、それをもろに受けているのが渋谷」と述べ、渋谷は中高年の街と化したと述べている。
2021年、小山田圭吾が2020年東京オリンピック・パラリンピックの音楽担当の一人に就任したが、過去の雑誌記事での暴行発言が再発掘され評価が失墜、辞任した（詳細）。
2023年12月に公開された、都市ジャーナリスト・チェーンストア研究家の谷頭和希が執筆した『東洋経済ONLINE』の記事によると、オンライン化とコロナ禍、2010年から2020年にかけての再開発の影響で渋谷が若者の街でなくなったかわりに新大久保や下北沢、三軒茶屋のような副都心周辺エリアや、清澄白河・門前仲町といった東東京エリアを地元とする若者が多いとのことで、谷頭は若者の地元志向が強まった指摘している。

## 主なアーティスト

### 渋谷系
- ICE[40]
  - 宮内和之
  - 国岡真由美
- ヴィーナス・ペーター[7]
- 嶺川貴子[41]
- ORIGINAL LOVE[7][35]
- カヒミ・カリィ[7][35][13]
- Cornelius[42][35][13]
- スチャダラパー[7]
- Spiral Life[7]
  - 石田ショーキチ
  - 車谷浩司(AIR)
- チボ・マット[43]
- テイ・トウワ[44]
- TOKYO No.1 SOUL SET[45]
- Buffalo Daughter[13][nb 3]
- ピチカート・ファイヴ[1][7][35]
  - 小西康陽
  - 野宮真貴
- Fantastic Plastic Machine[13]
- bridge[7]
  - カジヒデキ[45]
  - pate
  - 清水ひろたか
- フリッパーズ・ギター[7][47][13]
  - 小山田圭吾[7]
  - 小沢健二[7]
- United Future Organization[7]
- Yukari Fresh[48]
- ラヴ・タンバリンズ[7]
  - Eli

### ネオ渋谷系
- advantage Lucy
- roboshop mania
- Cymbals
  - 土岐麻子
- GOMES THE HITMAN
- ROUND TABLE
- Swinging Popsicle
- capsule
  - 中田ヤスタカ
- QYPTHONE
  - 中塚武

- Plus-Tech Squeeze Box

### 関連人物
- 信藤三雄
- GROOVISIONS
- 相馬章宏
- CONCORDE GRAPHICS
- 常盤響
- HIROMIX